# Лінкольнтон (Північна Кароліна)
Лінкольнтон (англ. Lincolnton) — місто (англ. city) в США, в окрузі Лінкольн штату Північна Кароліна. Населення — 11 091 особа (2020).

## Географія
Лінкольнтон розташований за координатами 35°28′28″ пн. ш. 81°14′17″ зх. д. / 35.47444° пн. ш. 81.23806° зх. д. (35.474567, -81.238183).  За даними Бюро перепису населення США в 2010 році місто мало площу 22,47 км², з яких 22,26 км² — суходіл та 0,21 км² — водойми.

## Демографія
Згідно з переписом 2010 року, у місті мешкало 10 486 осіб у 4238 домогосподарствах у складі 2634 родин. Густота населення становила 467 осіб/км².  Було 4842 помешкання (216/км²).
Расовий склад населення:
| - 76,6 % — білих - 13,7 % — чорних або афроамериканців - 0,6 % — азіатів - 0,3 % — корінних американців - 6,1 % — осіб інших рас |

До двох чи більше рас належало 2,8 %. Частка іспаномовних становила 16,0 % від усіх жителів.
За віковим діапазоном населення розподілялося таким чином: 23,5 % — особи молодші 18 років, 59,6 % — особи у віці 18—64 років, 16,9 % — особи у віці 65 років та старші. Медіана віку мешканця становила 38,4 року. На 100 осіб жіночої статі у місті припадало 89,4 чоловіків;  на 100 жінок у віці від 18 років та старших — 84,8 чоловіків також старших 18 років.
Середній дохід на одне домашнє господарство  становив 50 886 доларів США (медіана — 32 217), а середній дохід на одну сім'ю — 60 963 долари (медіана — 47 579). Медіана доходів становила 35 377 доларів для чоловіків та 32 175 доларів для жінок. За межею бідності перебувало 28,6 % осіб, у тому числі 44,1 % дітей у віці до 18 років та 18,2 % осіб у віці 65 років та старших.
Цивільне працевлаштоване населення становило 4267 осіб. Основні галузі зайнятості: виробництво — 29,7 %, освіта, охорона здоров'я та соціальна допомога — 16,0 %, роздрібна торгівля — 10,4 %, мистецтво, розваги та відпочинок — 8,0 %.